# Време које ти дајем (серија)
Време које ти дајем (шп. El tiempo que te doy) је шпанска телевизијска серија из 2021. године која се налази на платформи Нетфликс. Главни глумци су Надија де Сантјаго и Алваро Сервантес. Надија де Сантјаго је такође и креаторка серије, заједно са Паблом Сантидријаном и Инес Пинтор. Серија се на један иновативан начин бави проблемима сломљеног срца кроз путовање у прошлост и осврт на садашњост. Чине је 10 епизода, свака у трајању од 11 минута. 

## Радња
Серија говори о младој жени која пролази кроз дубоку депресију након што је раскинула са дечком. Доживљава очај, тугу и нема мотивације да настави даље. Међутим, схвата да је то процес који може да потраје, али који захтева стални и свакодневни напор. Лина, коју тумачи Надија де Сантјаго, почиње од нуле: сели се из куће, у потрази је за новим послом и искуствима. Циљ којем тежи је да заборави своју прву љубав, Ника, кога тумачи Алваро Сервантес. Да би у томе успела, сваког дана покушава да смањи време које проводи размишљајући о Нику за један минут. У Време које ти дајем играју и Кала Сабалета, Нико Ромеро, Карла Линарес, Муса Шериф и Принс Есеаним, између осталих. 

## Глумачка постава

### Главне улоге
- Надија де Сантјаго као Лина Руис
- Алваро Сервантес као Николас "Нико" Торес

### Споредне улоге
- Давид Кастиљо као Санти
- Мариви Кариљо као Мави
- Кала Сабалета као Инес
- Карла Линарес као Лаура
- Луиса Видес као докторка
- Елои Коста као Николас
- Виолета Матеос као Миреја
- Принс Есеаним као Педро
- Дарјам Коко као Клара
- Марсело Карвахал као Јон
- Стефан Ејтнер као Виктор
- Сара Видорета као Аријадна Кастро
- Муса Шериф као Самир
- Рамон Радос као Висенте
- Нико Ромеро као Хулио
- Хулиан Виљагран као Рићи

- Денис Гомес као Луис Мигел
- Бланка Парес као Мар
- Исабел Ампудиа као докторка
- Инма Куевас као Елвира

## Продукција
Октобра 2020. су најављени оригинални пројекати Нетфликса за нове сезоне у Шпанији, међу којима се налазила и Време које ти дајем. Серија је направљена као један креативни и иновативни формат са епизодама у трајању од 11 минута. Снимала се у Мадриду и Андалузији. Јуна 2021. објављена је вест о премијери серије за октобар исте године. 

## Епизоде
| N.º | Наслов                                        | Режија                          | Текст                                               | Датум објављивања |
| --- | --------------------------------------------- | ------------------------------- | --------------------------------------------------- | ----------------- |
| 1   | 1 minuto de presente y 10 minutos de recuerdo | Инес Пинтор и Пабло Сантидријан | Надија де Сантјаго, Инес Пинтор и Пабло Сантидријан | 29. октобар 2021. |
| 2   | 2 minutos de presente y 9 minutos de recuerdo | Инес Пинтор и Пабло Сантидријан | Надија де Сантјаго, Инес Пинтор и Пабло Сантидријан | 29. октобар 2021. |
| 3   | 3 minutos de presente y 8 minutos de recuerdo | Инес Пинтор и Пабло Сантидријан | Надија де Сантјаго, Инес Пинтор и Пабло Сантидријан | 29. октобар 2021. |
| 4   | 4 minutos de presente y 7 minutos de recuerdo | Инес Пинтор и Пабло Сантидријан | Надија де Сантјаго, Инес Пинтор и Пабло Сантидријан | 29. октобар 2021. |
| 5   | 5 minutos de presente y 6 minutos de recuerdo | Инес Пинтор и Пабло Сантидријан | Надија де Сантјаго, Инес Пинтор и Пабло Сантидријан | 29. октобар 2021. |
| 6   | 6 minutos de presente y 5 minutos de recuerdo | Инес Пинтор и Пабло Сантидријан | Надија де Сантјаго, Инес Пинтор и Пабло Сантидријан | 29. октобар 2021. |
| 7   | 7 minutos de presente y 4 minutos de recuerdo | Инес Пинтор и Пабло Сантидријан | Надија де Сантјаго, Инес Пинтор и Пабло Сантидријан | 29. октобар 2021. |
| 8   | 8 minutos de presente y 3 minutos de recuerdo | Инес Пинтор и Пабло Сантидријан | Надија де Сантјаго, Инес Пинтор и Пабло Сантидријан | 29. октобар 2021. |
| 9   | 9 minutos de presente y 2 minutos de recuerdo | Инес Пинтор и Пабло Сантидријан | Надија де Сантјаго, Инес Пинтор и Пабло Сантидријан | 29. октобар 2021. |
| 10  | 10 minutos de presente y 1 minuto de recuerdo | Инес Пинтор и Пабло Сантидријан | Надија де Сантјаго, Инес Пинтор и Пабло Сантидријан | 29. октобар 2021. |